# ARTV
ARTV o Canal Parlamento és un canal de televisió públic portuguès que retransmet totes les reunions i sessions plenàries de l'Assemblea de la República Portuguesa. S'emet per TDT deu hores al dia i per cable les vint-i-quatre hores del dia. El canal va començar a ser operatiu el 27 de desembre del 2012, tot coincidint amb l'arribada de la TDT a Portugal. Tanmateix, les emissions regulars només van començar el 3 de gener del 2013. També pot veure's per Internet.